# Нємцово (Сафоновський район)
Нємцово (рос. Немцово) — присілок Сафоновського району Смоленської області Росії. Входить до складу Богдановщинського сільського поселення.
Населення — 4 особи (2007 рік). 